# Wilhelm Coulin

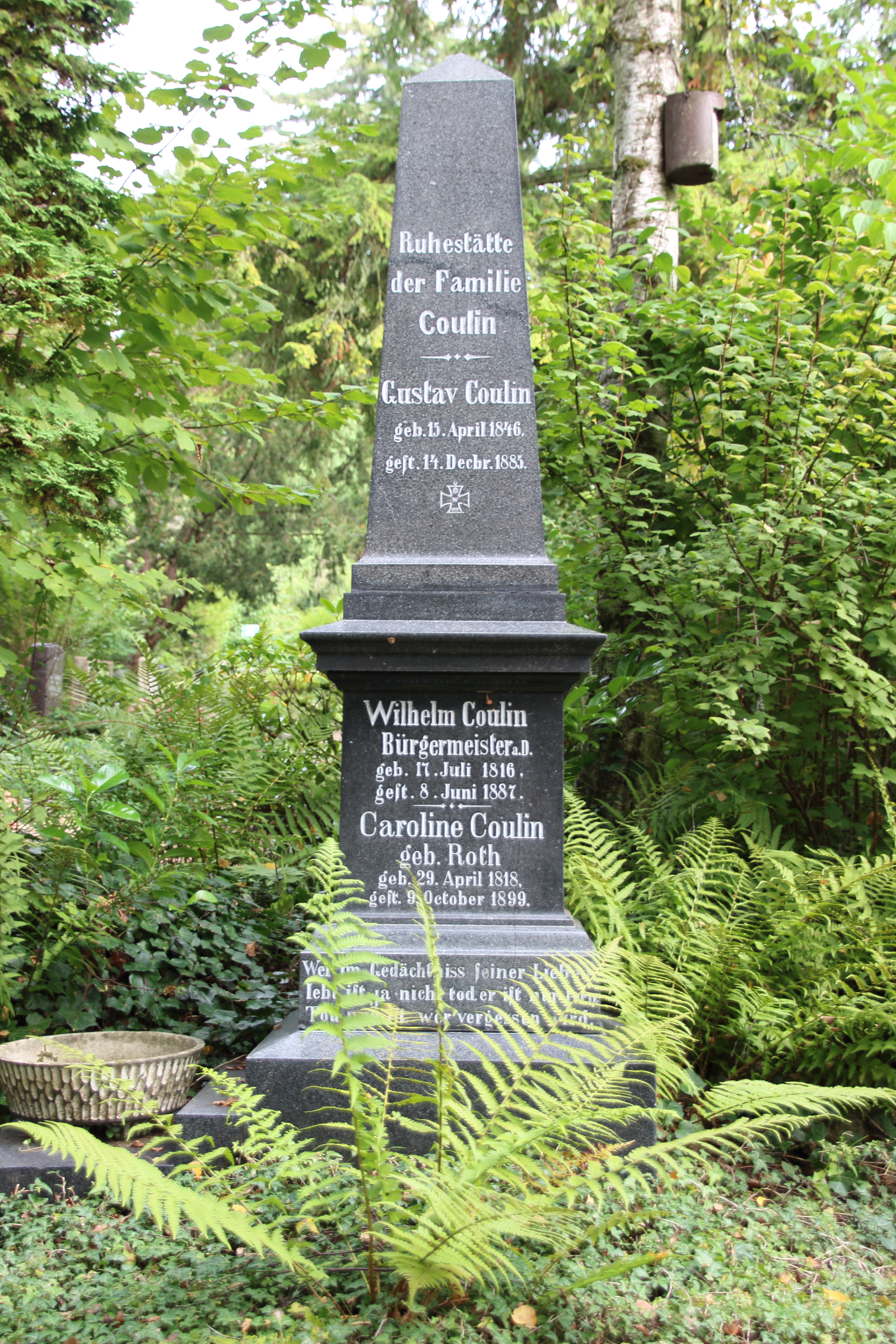
Grabmal auf dem Wiesbadener Nordfriedhof

Wilhelm Coulin (* 17. Juli 1816 in Herborn; † 8. Juni 1887 in Wiesbaden) war ein nassauisch-preußischer Beamter. Von 1870 bis zu seiner Pensionierung 1886 war er Bürgermeister von Wiesbaden.
Coulin wurde als Sohn des Kaufmanns Friedrich Leonhard Coulin geboren. 1833 trat er in den Staatsdienst des Herzogtums Nassau ein und war zunächst in Herborn, später in Hochheim am Main tätig.
1845 kam er in die nassauische Hauptstadt Wiesbaden und arbeitete dort im städtischen Dienst. 1849 übernahm er das Amt des Gemeinderatsschreibers, 1853 das eines Feldschöffen und wurde 1855 Adjunkt des Bürgermeisters. Schließlich wurde Coulin 1870 selbst zum Bürgermeister ernannt und diente 16 Jahre in diesem Amt. Während dieser Zeit erwarb er sich besondere Verdienste um die Vermessung der Gemarkung und der darin liegenden Hofreiten. 1886 ging er in Pension.
15 Jahre nach seinem Tod wurde eine im nordwestlichen Stadtzentrum neu gebaute Straße nach ihm benannt.